# Agence de renseignement et de sécurité extérieure
L'Agence de renseignement et de sécurité extérieure (en italien : Agenzia informazioni e sicurezza esterna, AISE) est le service de renseignement extérieur italien. Jusqu'en 2007, il s'appelait Service de renseignements et de la sécurité militaire (en italien Servizio per le Informazioni e la Sicurezza Militare, SISMI).

## Histoire
Avec la réforme des services de renseignement de 1977, le service de renseignements et de la sécurité militaire (SISMI) succède au service des renseignements de la Défense (SID), tandis qu'un autre service de renseignement, exclusivement civil, le SISDe (it), est institué en parallèle. Le SISMI devient actif en 1978 avec la nomination de son premier directeur, le général Giuseppe Santovito (it), dont le nom figure, aux côtés de ceux d'autres pontes du renseignement, sur la liste des membres de la loge maçonnique P2 (it), rendue publique en 1981. En 1985, le SISMI, sous la direction de l'amiral Fulvio Martini (it), doit gérer le détournement (it) de l'Achille Lauro (incident à l'origine de la crise de Sigonella). 
La même année, le ministre de la Défense Spadolini forme, à partir du Col Moschin (it) de l'armée et du COMSUBIN (it) de la marine, des groupes d'opération spéciaux (GOS), qui sont employés par le SISMI dès l'année suivante. 
En 1993, le SISMI enregistre sa première perte avec la mort du sous-officier Vincenzo Li Causi (it) en Somalie. Après les attentats du 11 septembre 2001, le général de la Garde des finances, Nicolò Pollari (it), prend la tête du SISMI et amène avec lui de nombreux douaniers et carabiniers, réduisant ainsi la part du personnel issue de l'armée et de la marine. En 2002, il nomme même un civil, le policier Nicola Calipari (it), commandant de la 2e division. Le SISMI intervient en Irak pour obtenir la libération des travailleuses humanitaires Simona Pari et Simona Torretta (it) et des agents de sécurité Umberto Cupertino, Maurizio Agliana et Salvatore Stefio. Calipari sert lui-même de médiateur dans la libération de la journaliste Giuliana Sgrena, au terme de laquelle il est tué accidentellement par des soldats américains.
Dans les années 2000, le SISMI est éclaboussé par une série de scandales révélés par des enquêtes journalistiques et débouchant souvent sur des enquêtes judiciaires. Parmi ces scandales, on peut citer le Nigergate (production de fausses preuves d'achat d'uranium nigérien par Saddam Hussein pour justifier une intervention militaire américaine en Irak), le SISMI-Telecom (it) (écoutes téléphoniques illégales avec la complicité du personnel de Telecom Italia) et l'enlèvement d'Abou Omar (it). 
En 2007, le SISMI est supprimé par une nouvelle réforme des services de renseignement (it) et son dernier directeur, l'amiral Bruno Branciforte (it), devient le premier directeur de l'Agence de renseignement et de sécurité extérieure (AISE).

## Directeurs
- Général Giuseppe Santovito (it) (1978-1981)
- Général Nino Lugaresi (1981-1984) ; dont l'adjoint, le général Pietro Musumeci, sera condamné en 1995 à plus de 8 ans de prison pour avoir lancé la justice sur des fausses pistes à la suite de l'attentat de la gare de Bologne.
- Amiral Fulvio Martini (it) (1984-1991)
- Général Sergio Luccarini (1991)
- Général Luigi Ramponi (it) (1991-1992)
- Général Cesare Pucci (1992-1994)
- Général Sergio Siracusa (it) (1994-1996)
- Amiral Gianfranco Battelli (1996-2001)
- Général Nicolò Pollari (it) (2001-2006) ; démissionnaire à la suite de son inculpation dans l'affaire de l'imam rapito.
- Amiral Bruno Branciforte (it) (2006-2007).

## Source
- « L'Italie secouée par le Nigergate », Libération, 5 novembre 2005.